# Confine tra Brasile e Venezuela
Il confine tra il Brasile e il Venezuela descrive la linea che delimita i due stati. Ha una lunghezza di 2.199 km.

## Geografia

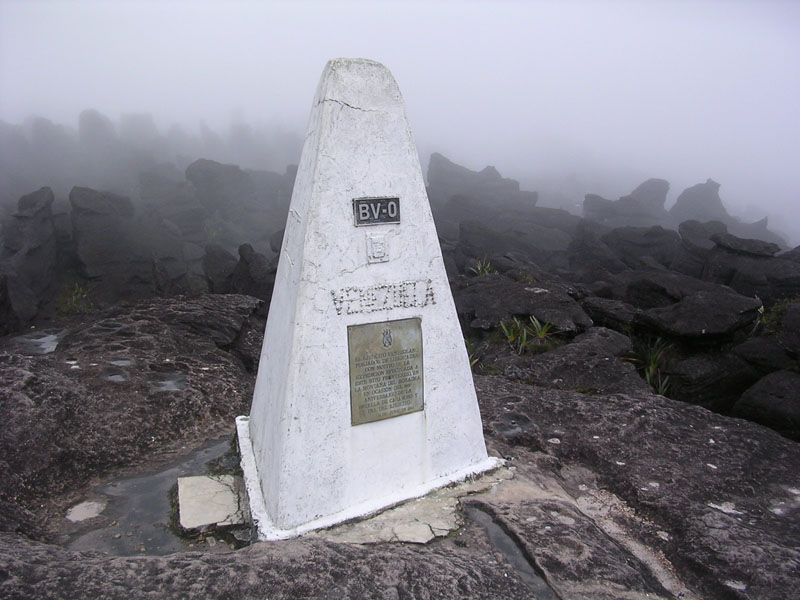
Triplice frontiera tra Brasile, Venezuela e Guyana situata sul Monte Roraima

Il confine geografico inizia nella triplice frontiera tra Brasile-Colombia-Venezuela alla Piedra del Cocuy e continua lungo il canale Maturacá fino alla cascata Huá; segue quindi una linea retta fino alla cima di una montagna chiamata Cerro Cupi. 
Segue quindi la cresta tra i bacini del fiume Orinoco e dell'Amazzonia fino al punto di confine Brasile-Guyana-Venezuela in cima al Monte Roraima, coprendo così un totale di 2.199 chilometri (di cui 90 km sono confini convenzionali e i restanti 2.109 km corrispondono allo spartiacque tra i bacini dell'Amazzonia (Brasile) e Orinoco (Venezuela).

## Dispute territoriali
Poiché il Venezuela rivendica la parte occidentale della Guyana come Guayana Esequiba, dal punto di vista venezuelano il confine termina solo alle sorgenti del fiume Essequibo, coprendo così una lunghezza totale di 2.850 km. Tuttavia, le rivendicazioni venezuelane nell'area sono contrastate dal Brasile e la Guyana esercita un controllo politico sulla regione contesa.

## Immigrazione e chiusure

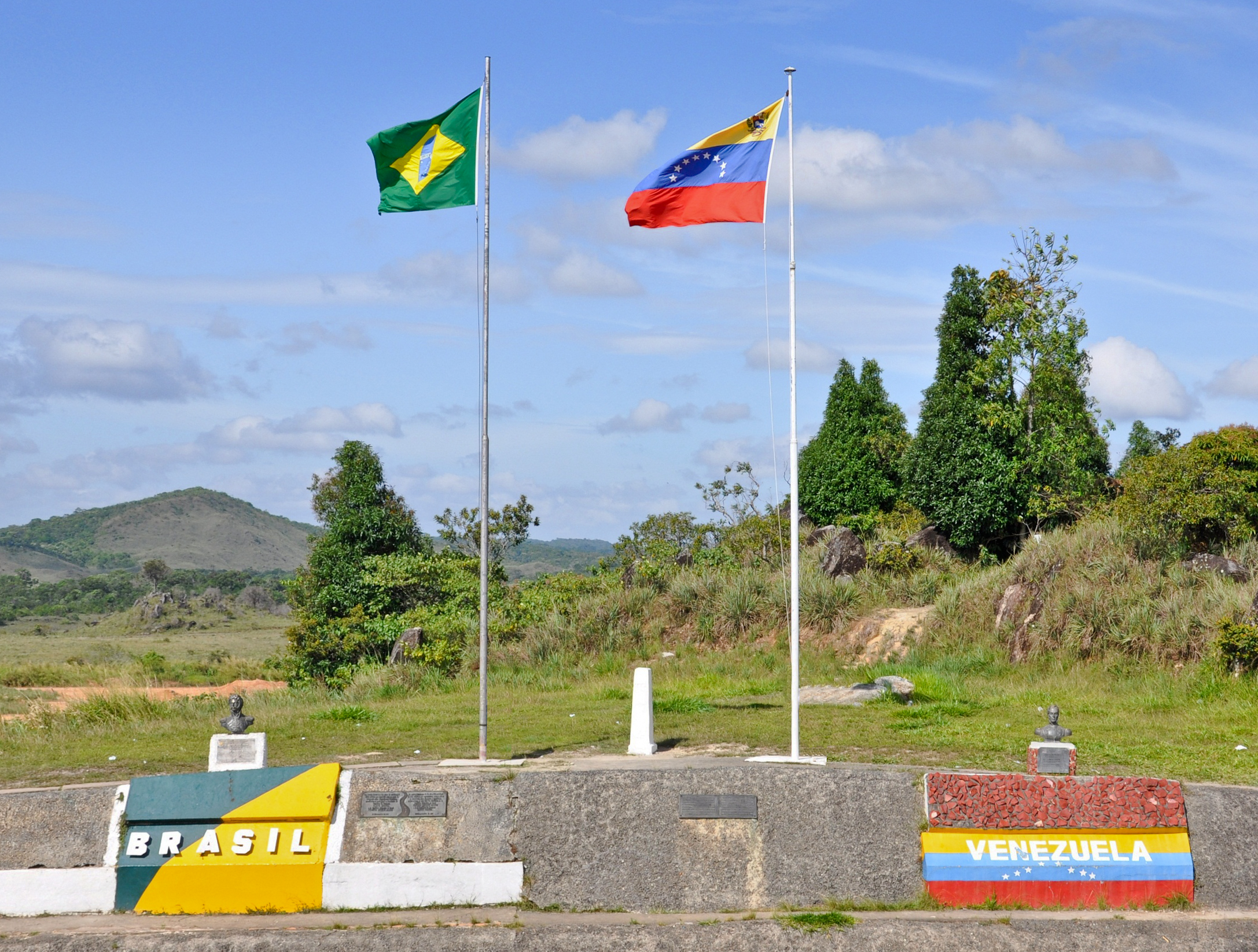
Frontiera tra Brasile e Venezuela

Roraima, lo stato più settentrionale del Brasile, ha subito un forte afflusso di immigrati venezuelani lungo il suo confine nel 2018. Il 7 agosto il governo regionale ha chiesto alla Corte Federale Suprema del Brasile di chiudere il confine, e più tardi quel giorno la Corte Federale Suprema ha respinto la richiesta per incostituzionalità. 
Il 22 febbraio 2019, durante la crisi presidenziale venezuelana del 2019, il presidente venezuelano Nicolás Maduro ha chiuso il confine per impedire agli aiuti umanitari internazionali di raggiungere il Venezuela via terra.